# ギムリー・グライダー
座標: 北緯50度37分44秒 西経97度2分38秒 / 北緯50.62889度 西経97.04389度
ギムリー・グライダー（Gimli Glider）もしくはエア・カナダ143便滑空事故（エア・カナダ143びんかっくうじこ、英語: Air Canada Flight 143）は、1983年7月23日にカナダで発生した、民間航空史上に残る有名な航空事故。前者の名称は事故を起こした旅客機の通称としても用いられる。
ギムリー・グライダーの名は、この事故で飛行中に燃料切れを起こし、旧カナダ空軍ギムリー空軍基地へ滑空状態（グライダー）で着陸したことに由来する。

## 事故の概要

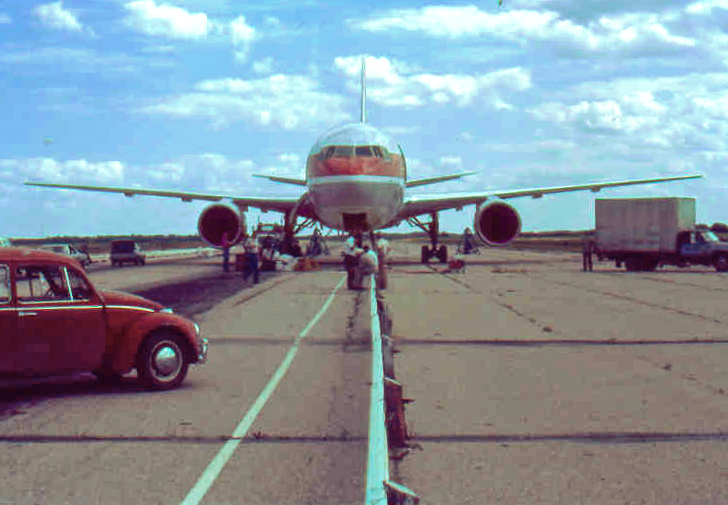
事故後、前脚が修理された後の機体

1983年7月23日、エア・カナダ143便（ボーイング767-200）はケベック州モントリオールからアルバータ州エドモントンへの飛行中に高度約1万2,000m（4万1,000フィート）で燃料切れを起こした。エンジン停止後はパイロットの操縦により滑空し、マニトバ州ギムリーにあった旧カナダ空軍ギムリー基地の滑走路（現：ギムリー・インダストリアルパーク空港）へ着陸した。
燃料量を監視する機器の故障やヤード・ポンド法とメートル法の混用によるヒューマンエラーが事故の主因とされた。死者はなし。

## 事故当日のエア・カナダ143便

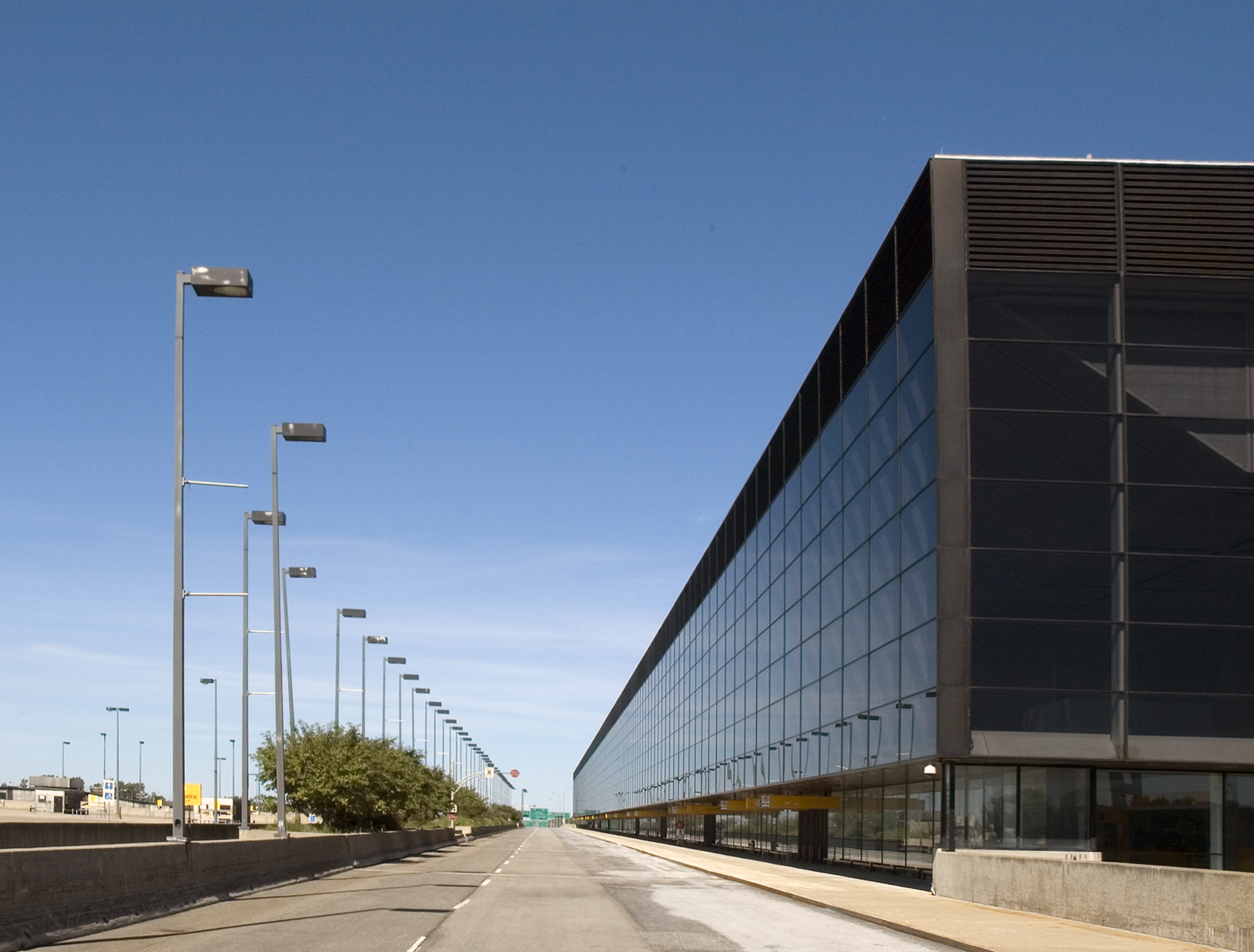
モントリオール・ミラベル国際空港

- 使用機材：ボーイング767-200（機体番号：C-GAUN）
- フライトプラン：モントリオール発オタワ経由エドモントン行き
- 乗務員
  - コックピットクルー（2名）※年齢は事故当時
    - 機長：ボブ・ピアソン（48歳）
    - 副操縦士：モーリス・クィンタル（34歳）

  - 客室乗務員:6名
- 乗客：61名

## 事故の詳細

### 給油量の誤計算
ボーイング767は通常「燃料搭載量情報システム (FQIS)」を使って給油する。このシステムは、燃料ポンプの操作と燃料搭載量の状況をパイロットに提示するが、事故当時の143便のFQISは動作に異常をきたしていた（後に燃料タンク内の静電容量ゲージのハンダ付け不良によるものと判明）。この代替として、タンク内の燃料量は燃料計測棒 (dripstick) による直接測定を行わざるをえなかった。
事故の直接の原因となる過失はモントリオールからエドモントンへのフライトに必要な給油量の計算時に起こった。ちょうど当時のエア・カナダではヤード・ポンド法からメートル法への移行（メートル法化）の最中であったこと、そして事故機は同社でシステムにメートル法を用いる最初の機体であったことが背景にある。必要な燃料量を2万2,300キログラム と算出するまでは正しかったが、モントリオールでの燃料残量 7,682リットルを質量に換算する際に、リットルとキログラムによる比重 0.803 (kg/L) ではなく、係員が誤って、扱い慣れたリットルとポンドによる比重 1.77 (lb/L) を使用してしまった。その結果、給油量は
(22,300 － 7,682 × 1.77) / 1.77 = 4,916 [L]
とされたが、本来は
(22,300 － 7,682 × 0.803) / 0.803 = 20,088 [L]
が必要な量であった。
FQISが故障していたため、給油後に事故機の航法装置には燃料搭載量として"22,300"が手動入力された。装置のファームウェアは前述のようにメートル法に基づく処理を行っていたため、燃料搭載量は22,300キログラムと解釈されて目的地まで十分に足る量との出力を返した。しかし、実際には 10,116キログラム（12,598リットル）しか燃料を搭載しておらず、モントリオールからエドモントンへのフライトには到底足りなかった。
2名のパイロットと給油要員は装置の演算結果に疑問を抱き、3回ほど再計算を行ってはいた。しかし、同じ計算結果であったのでピアソン機長は応急的にモントリオールからの出発を指示し、それほど離れていない経由地であるオタワで燃料の再計測を行うこととした。しかし、燃料計測棒を用いた再測定でも誤った換算係数を用いて燃料残量を 20,400キログラムと見積もってしまい、燃料の致命的不足に気付くことなくオタワを発つこととなった。

### 燃料切れの発生
オンタリオ州レッドレーク上空を飛行中、操縦室の警報装置が4回警告音を発し、左側エンジンの燃料圧力に問題があることを示した。機長は燃料ポンプの故障と考え、これをオフにした。燃料タンクはエンジンよりも高い所にあるため、ポンプを使わないでも燃料供給は可能であった。コンピュータは依然として燃料は十分と表示していたが、もちろんこれは誤った入力に基づいた出力であった。まもなく2回目の燃料圧力警告が鳴ったため、機長はウィニペグへ目的地外着陸（ダイバート）することを決断した。その数秒後に左側エンジンが停止し、右側エンジンのみでの着陸を準備することとなった。
パイロットはエンジンの再スタートを試み、ウィニペグの管制官と緊急着陸について連絡を取っていたが、その最中に警報装置が「ボーン」という今まで誰も聞いたことのない長い警告音を発した。これは全エンジンの停止を示しており、この様な事態は訓練では想定されていなかった。警報から数秒後、右エンジンも停止した。143便は全ての動力を失い、操縦室は一瞬の静寂につつまれた。また、トランスポンダも停止したため、二次レーダーでの捕捉が不可能になった。そのため、ウィニペグの管制官は当時使われなくなった一次レーダーを引っ張り出してきて、143便の機影を追跡し続けるとともに、ウィニペグ、およびギムリーまでの距離を逐一測定してパイロット達に伝え続けた。燃料が尽きた時点での高度は約8,500メートル（2万8,000 フィート）で、かなり降下していた。
ジェットエンジンは航空機に必要となる電力供給のための発電機を備えている。本機の操縦席は完全なグラスコックピットではなく、従来のアナログ計器類を併用していたが、それでも多くの計器類は作動に電力を要しており、エンジン停止と共にそれらも一斉に停止した。ただし、電力を使用せずに作動する計器の一つである降下率計によってパイロットはどれくらいの速度で降下しているかを知ることができ、そこから滑空距離を求めることができた。また、対気速度計、高度計、方位磁石も電力なしで作動する機器であり、航空機を着陸させるために必要最低限の情報を得ることができた。
なお、エンジンは機体各部の可動部を制御する油圧システムの動力源にもなっており、油圧がない状態ではボーイング767型機ほどの大きさの航空機を操縦することは難しい。しかしながら、航空機の設計ではこうした事態も考慮し、そのような場合は非常用風力発電機ラムエア・タービンが自動的に機体側面に展開する。航空機の速度は発電機の風車を回すには十分であり、機体制御のための十分な油圧を得ることができた。

### ギムリー空軍基地への着陸
パイロットは緊急マニュアルを開き、両エンジン停止状態で飛行させる項目を探したが、そのような項目は存在しないことを知りえただけであった。ピアソン機長は最良の効率が得られる時速 407キロメートル（220ノット）で機体を滑空させた。副機長のモーリス・クィンタルは本機がウィニペグまで到達できるかどうか機械式の予備高度計の高度を元に試算を行ったが、19キロメートル（10海里）進む間に1,500メートル（5,000 フィート）の割合で降下しており、降下率は約 12 : 1 だった。また、空港のレーダー画面に映るエコーを元にウィニペグの管制官が算出した値も同様であり、これは143便がウィニペグにたどり着ける可能性はないことを示していた。
こうした経緯より、クィンタルは以前に勤務していたカナダ空軍のギムリー基地を着陸地点にしようと考えた。 	なお当時のクィンタルは知らなかったのだが、彼の除隊後にギムリー基地は民間空港（Gimli Industrial Park Airport）になっており、閉鎖された平行滑走路の1本は時折開催される自動車競走に使用されていた。ちょうど事故当日にも、この地区の自動車やキャンパー達が「家族の日」のために集まり、レースが行われていた。
パイロットはギムリー空軍基地に接近する間に降着装置のロックを解除し、降着装置が自重で落下することによる展開を試みた。前述のように当機は必要最低限の動力がかろうじて供給されている状態であり、降着装置を展開させるための油圧装置を充分に作動させる事ができなかったためである。ロック解除の結果、重量のある主降着装置は自重で展開されたものの、前部降着装置は降下によって発生する空気抵抗に押し戻される形となり、充分に展開されなかった。ボーイング767型機の前脚は後方に向かって振り出す形となっており、問題が発生した場合でも風圧により後方に押されて自動的に展開する設計であったが、本機は想定外の角度で降下していたために通常とは異なる方向、速度で空気抵抗が掛かり、前部降着装置が設計時の想定通りには展開しなかった。また、降着装置の展開による速度低下はラムエア・タービンの発電効率を悪化させ、姿勢制御はさらに困難になった。
機体がギムリー空軍基地へ接近するに従い、明らかに高度が高いことが判明した。ピアソン機長は空気抵抗を増し、高度を下げるためにフォワードスリップ機動をした。フォワードスリップは一種の蛇行飛行で、グライダーや軽飛行機が同じ状況に陥ったときによく使われる操縦方法であるが、実はピアソンはグライダーでの滑空を趣味としており、その経験がうまく活かされた。スリップによって、乗客は横向きに地面へ向かって落下するような感覚にとらわれた。143便はゴルフコースの上を通り越したが、ある乗客は「ゴルファーがどのクラブを使っているか見えるくらいだった」と興奮した様子で取材に答えている。
ギムリー空軍基地の滑走路に車輪が着くと同時に全重量を乗せてブレーキがかけられた。フルブレーキの影響から、降着装置のいくつかのタイヤが破裂した。前述のように143便は前部降着装置が固定されていなかったので機首を接地する格好となったが、胴体着陸となったことやドラッグレースのために滑走路中央部に設置されていたガードレールを巻き込んだことで抵抗が増したことも幸いし、滑走路端で行われていた「家族の日」の会場から数百フィートの位置で停止した。
61人の乗客は着陸の際に負傷することはなかった。しかし、このとき小規模の火災が機体前部で発生し、およそ2か月前に発生した797便火災事故の恐怖から、乗客は脱出の際パニック状態に陥った。加えて前傾姿勢で胴体着陸したため尾部が高くなっており、通常より急角度で展開した後部扉の脱出用シュートでの脱出の際に軽い怪我を負った乗客がおり、10人のけが人が出た。パイロットも脱出時のチェックリストを完了させた後に143便を降り、機体前部の火災の消火活動を開始。消火器を携えて駆けつけたレーサーとコースマーシャルらも合流しすぐに消し止められた。脱出の際に負傷した乗客はスカイダイバーの飛行クラブとして使用されていたギムリー空軍基地からちょうど離陸するところだった医師によって適切に診察された。
興味深い後日譚として、着陸後、エアカナダの整備士が修理キットを積載したバンに乗り、ウィニペグから修理に向かったが、彼らもまた途中で燃料切れを起こし、マニトバ州の奥地で足止めされた。

### 事故後

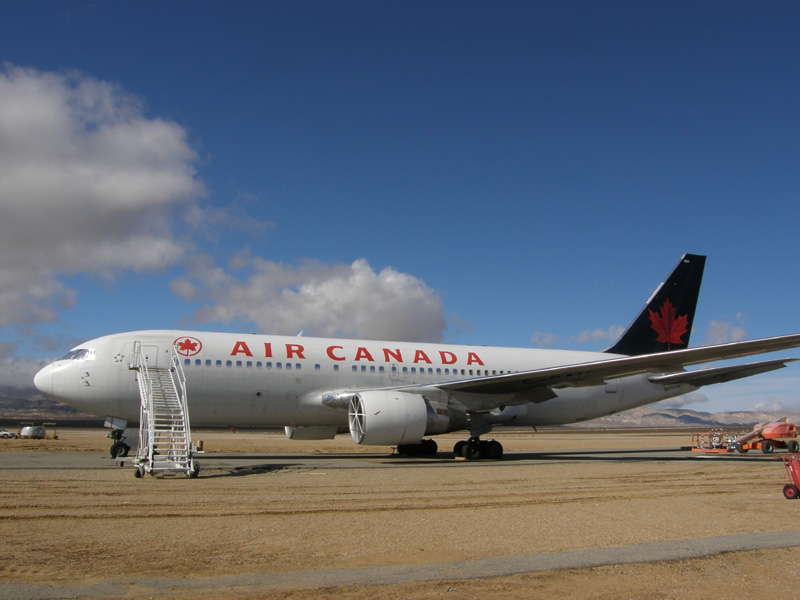
退役後モハーヴェ空港に置かれている事故機 (C-GAUN)

着陸時に機体の受けたダメージが軽度だったため、ギムリー空軍基地に赴いたエアカナダの整備士たちの手により、わずか2日で復帰を果たした。
事故後、ピアソン機長らは表彰され、「ギムリー」基地に「グライダー」状態でダイバートに成功した、奇跡の着陸として、この事故は「ギムリー・グライダー」と呼ばれるようになり、世界的にも有名となった。
2008年1月24日、モントリオール (YUL) からアメリカのアリゾナ州ツーソン (TUS) までAC7067便としてフェリーされ、引退した。この際、機長始め当時の乗員8名が搭乗した。その後は、飛行機の墓場として有名なモハーヴェ空港に部品取り用として保管されている。

## 同様の事故例
2001年にもカナダの航空会社、エア・トランザット236便が不適切な整備が原因による燃料漏れによってアゾレス諸島に緊急着陸するという同種の事故が発生している。2000年にはハパックロイド・フルーク3378便が降着装置不具合により展開したまま飛行したが、空気抵抗増加による燃料切れで滑空しウィーン国際空港の滑走路手前500メートルに不時着する事故が、2008年にはブリティッシュ・エアウェイズ38便（ボーイング777）が、ロンドン・ヒースロー空港への着陸進入中にエンジンが燃料の凍結で2基とも停止して滑空状態となり、滑走路手前の草地に不時着して多数の負傷者が出るという事故があった。
1988年に発生したTACA航空110便不時着事故と2009年に発生したUSエアウェイズ1549便不時着水事故では、両エンジン停止という状態で不時着・着水が行われた。
2010年にはロシアで電気系統を喪失したアルロサ航空514便がコミ共和国イジマにあった閉鎖された滑走路への着陸を行ない、オーバーランしたものの乗員乗客81人全員が生還した。使用機材だったTu-154Mは事故後修理されて運用に復帰した。
2019年にもロシアでウラル航空178便（エアバスA321）がジュコーフスキー空港を離陸直後に両エンジンが停止しトウモロコシ畑に不時着したものの乗員乗客233人全員が生還した。

## 本事故を扱ったドキュメンタリー
- 『高度41,000フィート 燃料ゼロ!』（ウイリアム・ホッファー、マリリン・ホッファー著：1989年／日本版:松田銑・訳：1990年 新潮文庫） ISBN 4-10-233601-X
- フジテレビ『奇跡体験!アンビリバボー』（2002年3月21日放送）
- ナショナルジオグラフィックチャンネル『メーデー!:航空機事故の真実と真相　第5シーズン第2話 不運の先に待つ奇跡』（2008年）（機長自らが実際の操縦を解説している）
- 日本テレビ『世界まる見え!テレビ特捜部』（2011年8月8日放送）（航空ジャーナリスト坪田敦史 監修）
- テレビ朝日『トリハダ（秘）スクープ映像100科ジテン』（2013年5月28日放送）
- TBSテレビ『世にも不思議なランキング なんで?なんで?なんで?』（2015年9月21日放送）
- テレビ東京『本当にあった（秘）ミステリー』（2017年10月10日放送）
- TBSテレビ『ワールド極限ミステリー』（2019年11月27日放送）